# Hikari (chanson d'Hikaru Utada)
Singles de Hikaru Utada
Traveling
(2001) Sakura Drops
(2002)
Hikari (光, "lumière") est le dixième single d'Hikaru Utada (sous ce nom), commercialisé en 2002.

## Présentation
Le single sort le 20 mars 2002 au Japon sur le label EMI Music Japan, quatre mois après le précédent single de la chanteuse, Traveling. Il atteint la 1re place du classement des ventes de l'Oricon et reste classé pendant 13 semaines, se vendant à 598 000 exemplaires, ce qui en fait le dixième single le plus vendu en 2002 au Japon.
La chanson-titre sert de thème musical pour plusieurs jeux vidéo de la série Kingdom Hearts au Japon (Kingdom Hearts ; Chain of Memories ; Birth by Sleep ; Re:coded), et est la chanson de jeux vidéo la plus vendue dans ce pays d'après le livre Guinness des records de 2008. Elle sera adaptée en anglais par Utada et renommée Simple and Clean pour les adaptations internationales de ces jeux, version qui figurera l'année suivante en "face B" de son single Colors.
La chanson-titre originale figurera sur l'album Deep River qui sort trois mois plus tard, ainsi que sur la compilation Utada Hikaru Single Collection Vol.1 de 2004. Le single contient aussi deux versions remixées et sa version instrumentale.

## Liste des titres
Toutes les chansons sont écrites et composées par Hikaru Utada.
| CD    | CD                                          | CD                                         | CD    | CD | CD | CD | CD | CD | CD |
| No    | Titre                                       | Arrangements                               | Durée |    |    |    |    |    |    |
| ----- | ------------------------------------------- | ------------------------------------------ | ----- | -- | -- | -- | -- | -- | -- |
| 1.    | Hikari (光)                                 | Akira Miyake, Hikaru Utada, Teruzane Utada | 5:02  |    |    |    |    |    |    |
| 2.    | Hikari -Planitb Remix- (光 -PLANITb Remix-) | Russell McNamara                           | 5:46  |    |    |    |    |    |    |
| 3.    | Hikari -Godson Mix- (光 ...)                | Xaiver “X-Man” Smit                        | 4:39  |    |    |    |    |    |    |
| 4.    | Hikari -Original Karaoke- (光 ...)          | Akira Miyake, Hikaru Utada, Teruzane Utada | 5:14  |    |    |    |    |    |    |
| 20:28 |                                             |                                            |       |    |    |    |    |    |    |